# Voprosy filosofii
Voprosy filosofii (rusky Вопро́сы филосо́фии, otázky filozofie) je odborné periodikum, které vychází nepřetržitě od roku 1947.

## Charakteristika
Časopis se věnuje filozofickým otázkám a je odborně recenzovaný. Od roku 1951 vycházel jednou za dva měsíce. Od roku 1958 vychází každý měsíc. Vydavatelem časopisu je Filozofický ústav RAV.